# S-Modell (divatmárka)
Az S-Modell a szocializmus egyik divatmárkája volt.

## A Skála-időszakában
1980-ban alakult meg az S-Modell Ruházati Kereskedelmi Társaság. 
Tagjai voltak: RAMONA Finomkötöttáru Szövetkezet; Lenfonó és Szövőipari Vállalat; Budapest Kötőipari Szövetkezet; SKÁLA-COOP; Fővárosi Ruhaipari Vállalat; TEMAFORG Textil hasznosító Vállalat, Lapkiadó Vállalat. 
A magyarországi viszonylatban addig szokatlan lila ernyős portálok sorra jelentek meg a fővárosban. 
A 80-as években a ruházati termékek hazai piacán nem volt divatos nyugati importárú. Ekkor alakult meg az S-Modell üzlethálózat a Skála-Coop érdekeltségeként azzal a céllal, hogy drága nyugati importtermékkel lássa el a hazai vásárlóközönséget. Kezdetben ezek a boltok, butikok nagyon nyereségesek voltak.
Összesen 17 S-Modell üzletet nyitottak az országban. 
Az üzlethelyiségek kis  alapterületükkel -   a legkisebb mindössze 30 négyzetméteres - is hangsúlyozták azok exkluzív jellegét. A butikok ismertetőjegye volt a jellegzetes lila színük és a portáljukat díszítő lila kagylóernyők. 

### Reklámjai
Ekkor jelent meg Takács Éva (modell), az S-modell reklámarca -Szinyei Merse Pál: A lilaruhás nő festményére emlékeztetve, az S-modell ruhájában.
A reklámfilmeket, Sas István rendezte, és Rusznák Iván volt a zeneszerzője. Az M7 (együttes) játszotta a zenét, Postásy Júliaval, és Liener Mártaval kiegészülve.

## A rendszerváltás után
1990-ben megalakult a S-Modell Kereskedelmi Rt., amelynek székhelye Budapest IX. kerületében a Kinizsi utcában volt.(A cég később Zrt.-vé alakult.)
Az S-Modell Kereskedelmi Rt. cég 1990. szeptember 21-én jelentette be az S-Modell ábrás védjegyet, amelyet 130.849 lajstromszámon lajstromozott az akkori Országos Találmányi Hivatal. (Az oltalom már megszűnt.)
1992-ben az volt a feladat, hogy új profilt alakítsanak ki, vagy a meglévőt alakítsák át úgy, hogy a boltok ismét nyereséget termeljenek. A  belvárosi butikoknak vége lett,  a jövő a bevásárlóközpontoké volt. Felismerték, hogy nem szabad új boltot nyitni a belvárosban, apró alapterületen. 
Magyarországon 1992-ben megjelent a brit Marks & Spencer cég. Az S-Modell cég 1994-ben döntött úgy, hogy kizárólagos franchise-partner lesz. Ezt a szerződést nyolc évre kötötte a cég, egyszer már meghosszabbították, és úgy tervezték 2010-ben is aláírják a szerződést. 
1999-ben Jüttner Katalin lett az S-Modell Zrt. vezérigazgatója.
Már egyetlen S-Modell üzletet sem találunk az országban, a vállalat neve azonban S-Modell maradt. A Marks & Spancer-n mondta fel együttműködési megállapodását franchise-partnerével, az S-Modellel. A magyar cégnek már korábban is finanszírozási problémái voltak, amelyet tovább fokozott az „elválás”. A cég a kis boltokat fokozatosan bezárta, miközben ezzel egyidejűleg Marks & Spencer üzleteket nyitott, ahol tovább foglalkoztatta az alkalmazottakat.
2009-ben a Legjobb Női Munkahely díjat a 30-250 munkavállalót foglalkoztató vállalatok kategóriájában  első helyezettként az  S Modell Kereskedelmi Zrt., a Marks & Spencer kizárólagos magyarországi franchise partnere nyerte el.